# Tudor-Mythos
Der Tudor-Mythos bezeichnet als erstmalig von E. M. W. Tillyard geprägter Begriff eine Tradition in der englischen Geschichte, Geschichtsschreibung und Literatur, die die Zeit des 15. Jahrhunderts, einschließlich der Rosenkriege, in England als ein dunkles Zeitalter der Anarchie und des Blutvergießens darstellt. Dieser Mythos diente dabei vor allem dem politischen Zweck, die Tudorzeit des 16. Jahrhunderts im Gegensatz dazu als goldenes Zeitalter des Friedens, des Rechts, der Ordnung und des Wohlstands erscheinen zu lassen.

## ShakespearesRichard IIundRichard III
Vor allem eine spezifische Stelle in Shakespeares Richard II  wird in der Literatur- und Geschichtswissenschaft häufig als offenkundiger Ausdruck des Tudor-Mythos gesehen. Es handelt sich dabei um die kurze Rede des Bischofs von Carlisle, die er genau in dem Moment hält, als Bolingbroke andeutet, dass er den Thron Englands besteigen wird. Carlisle erhebt seine Stimme zum Widerspruch und beendet seinen Redebeitrag mit einer düsteren Zukunftsvision, die eben jene Bürgerkriege zu prophezeien scheint, die die realgeschichtliche Grundlage von Shakespeares Historien bilden:
| Richard II – englischer Originaltext | Richard II – deutsche Übertragung |
| --- | --- |
| „My Lord of Hereford here, whom you call king, Is a foul traitor to proud Hereford’s king; And if you crown him, let me prophesy, The blood of English shall manure the ground And future ages groan for this foul act; Peace shall go sleep with Turks and infidels, And in this seat of peace tumultuous wars Shall kin with kin and kind with kind confound; Disorder, horror, fear, and mutiny, Shall here inhabit, and this land be call’d The field of Golgotha and dead men’s skulls. O! if you raise this house against this house, It will the woefullest division prove That ever fell upon this cursed earth. Prevent it, resist it, let it not be so, Lest child, child’s children, cry against you woe!“ (Richard II, Act 4, Scene 1) | „Mein Herr von Hereford hier, den ihr König nennt, ist ein schändlicher Verräter am stolzen König von Hereford; Und wenn ihr ihn krönt, so lasst mich prophezeien, Englisches Blut wird den Boden düngen Und zukünftige Zeitalter ächzen wegen dieser schändlichen Tat; Der Friede wird zu den Türken und Ungläubigen schlafen gehen, und in diesem Sitz des Friedens werden aufrührische Kriege Brüder gegen Brüder und Bürger gegen Bürger erhitzen; Unordnung, Schrecken, Misstrauen und Aufruhr werden hier wohnen, und dieses Land wird genannt werden Das Feld von Golgatha und Totenschädel. O! Wenn ihr dieses Haus gegen das königliche Haus erhebt, wird die schlimmste Zwietracht entstehen, die jemals auf dieser verfluchten Erde gewütet hat. Verhindere es, widerstehe ihm, lass es nicht so sein, Damit Kind, Kindeskinder nicht Wehe über euch schreien!“ (Richard II, Akt 4, Szene 1) |

Ebenso kommt der Tudor-Mythos in akzentuierter Form bereits in der Schlussszene des entstehungsgeschichtlich wahrscheinlich früher datierten Werks Richard III zum Tragen. In dieser Szene wird der jahrhundertelange Streit zwischen den Häusern York, der weißen Rose, und Lancaster, der roten Rose, abgeschlossen, ohne dass eines der beiden Häuser den Sieg errungen hätte. Mit dem Earl of Richmond, d. h. dem späteren Heinrich VII., besteigt der erste Tudor-König den Thron; dabei wird die besondere Legitimität dieses neuen Königshauses nachdrücklich herausgestellt („the true succeeders of each royal house“). Durch die Heirat Richmonds mit Elisabeth von York werden die beiden feindlichen Häuser in der neuen Tudor-Dynastie miteinander vereint, so dass von nun an dauerhaft eine glück- und friedenverheißende Zeit beginnt. Die Schlussverse von Richard III werden dabei in den Worten von Wolfgang Clemen von dem gesamten Tudor-Mythos „überglänzt“:
| Richard III – englischer Originaltext | Richard III – deutsche Übertragung |
| --- | --- |
| And then, as we have ta’en the sacrament, We will unite the white rose and the red: Smile heaven upon this fair conjunction, That long have frown’d upon their enmity! What traitor hears me, and says not amen? England hath long been mad, and scarr’d herself; The brother blindly shed the brother’s blood, The father rashly slaughter’d his own son, The son, compell’d, been butcher to the sire: All this divided York and Lancaster, Divided in their dire division, O, now, let Richmond and Elizabeth, The true succeeders of each royal house, By God’s fair ordinance conjoin together! And let their heirs, God, if thy will be so. Enrich the time to come with smooth-faced peace, With smiling plenty and fair prosperous days! Abate the edge of traitors, gracious Lord, That would reduce these bloody days again, And make poor England weep in streams of blood! Let them not live to taste this land’s increase That would with treason wound this fair land’s peace! Now civil wounds are stopp’d, peace lives again: That she may long live here, God say amen! (Richard III, Act 5, Scene 5) | Und dann, worauf das Sakrament wir nahmen, Vereinen wir die weiß’ und rote Rose. Der Himmel lächle diesem schönen Bund, Der lang’ auf ihre Feindschaft hat gezürnt! Wer wär’ Verräter g’nug, und sprach’ nicht Amen? England war lang’ im Wahnsinn, schlug sich selbst: Der Bruder, blind, vergoß des Bruders Blut; Der Vater würgte rasch den eignen Sohn; Der Sohn, gedrungen, ward des Vaters Schlächter; All dies entzweiten York und Lancaster, Entzweiet selbst in greulicher Entzweiung. – Nun mögen Richmond und Elisabeth, Die echten Erben jedes Königshauses, Durch Gottes schöne Fügung sich vereinen! Mög’ ihr Geschlecht (wenn es dein Will’ ist, Gott!) Die Folgezeit mit mildem Frieden segnen, Mit lachendem Gedeihn und heitern Tagen! Zerbrich der Bösen Waffe, gnäd’ger Gott, Die diese Tage möchten wiederbringen, Daß England weinen müßt’ in Strömen Bluts! Der lebe nicht und schmeck’ des Landes Frucht, Der heim des schönen Landes Frieden sucht! Getilgt ist Zwist, gestreut des Friedens Samen: Daß er hier lange blühe, Gott, sprich Amen! (Richard III, Akt 5, Szene 5) |

## Traditionelle historische Darstellung von Richard III
Auffallend in dieser Tradition der Geschichtsschreibung und Literatur war die Beschreibung von Richard III. von England (1452–1485; Regierungszeit 1483–1485) als schwacher Herrscher und seine Charakterisierung als deformierter Buckliger und Mörder. Einer der entscheidenden Autoren, der diese Tradition begründete, war Thomas More mit seiner Abhandlung über die Geschichte Richards III. Shakespeare setzte diese Tradition durch seine Historien bzw. Geschichtsstücke fort, die das 15. Jahrhundert thematisieren: Richard II, Heinrich IV., Teil 1, Heinrich IV., Teil 2, Heinrich V., Heinrich VI., Teil 1, 2 und 3 sowie Richard III.
Diese traditionelle Darstellung der englischen Geschichte dominierte die Geschichtsschreibung des Vereinigten Königreichs und des Commonwealths bzw. Amerikas bis ins 20. Jahrhundert hinein. Allerdings machten bereits im 17. und 18. Jahrhundert verschiedene Historiker und Autoren Einwände gegen diese vorherrschende Sichtweise in der englischen Geschichtsschreibung geltend.
Der revisionistische Historiker Paul Murray Kendall, Verfasser eines der bedeutsamen neueren Werke über die realgeschichtliche Figur Richards III, war unter anderem in dem geschichtswissenschaftlichen Diskurs im 20. Jahrhundert entscheidend daran beteiligt, auf die Verzerrungen in der dominierenden Darstellungstradition der Geschichte Englands aufmerksam zu machen.
Das Konzept des „Merry England“ bietet in diesem Zusammenhang eine gegenteilige Perspektive der historischen Entwicklung Englands. Genauer gesagt haben sich vor allem Ricardianische Historiker, so etwa Vertreter der Richard III Society oder der Society of Friends of King Richard III, bemüht historische Perspektiven aufzuzeigen, die entscheidende Errungenschaften und Vorzüge der kurzen Regierungszeit von Richard III. in den Vordergrund stellen.

## Ursprüngliche Quellen des Tudor-Mythos
- Die Anglica Historia von Polydor Vergil, Bücher 23–25 über Richard III.; Gesamte Ausgabe von 1555 (Heinrich VII. Offizieller Historiker von Heinrich VII.). Erstdruck 1534.[10]
- Sir Thomas Mores: History of King Richard III, Erstausgabe 1513[11] Mores Veröffentlichung ist durchaus parteiisch und stellt Richard feindlich gesonnen dar. Einige Jahre nach Richards Tod behauptete More zufolge ein zeitgenössischer Autor oder Historiker aus Warwickshire namens John Rous, Richard habe zwei Jahre im Mutterleib verbracht und sei schließlich mit einem vollen Satz Zähne und vollem Haar geboren worden. Thomas More beschrieb Richard als „bösartig, zornig, neidisch … kleinwüchsig, kranke Gliedmaßen, krummer Rücken“. Mores Quelle war John Morton, der unter Heinrich VII. Erzbischof von Canterbury war und unter Eduard IV. und Richard III als Bischof von Ely gedient hatte. Andere von More in seiner Veröffentlichung aufgenommene Quellen umfassen verschiedene Tudor-Berichte, darunter die von John Rous und Polydore Vergil. More liefert ebenso eigene zeitgeschichtliche Zeugnisse.[12]

## Weitere historische Fortschreibung des Tudor-Mythos
- Edward Halls Union of the Noble and Illustre Families of Lancaster and York (1548), das damals wiederum als Referenz herangezogen wurde.
- Raphael Holinshed und Mitautoren als Verfasser der Chronicles of England, Scotland and Wales, 2. Auflage 1587, die Shakespeares Hauptquelle für seine Historien war.
- William Shakespeares Schauspiel  Richard III..

## Rezeption und Kritik
Der Tudor-Mythos, der die englische Geschichtsschreibung jahrhundertelang maßgeblich geprägt hat, stellt eine ideologisch verklärte Form der englischen Geschichtsbewältigung dar, die im Wesentlichen zur Rechtfertigung der Machtergreifung des ersten Tudor und der Herrschaft des Adelsgeschlechts der Tudors diente. Galt Heinrich IV., der Richard II. den Thron entrissen hatte, als illegitimer Usurpator, so wurde die Machtergreifung durch Heinrich VII als Folge dieses Mythos nicht länger in Frage gestellt, sondern Heinrich VII als „Retter der Nation“ gefeiert.
Die Legitimierung der Machtergreifung durch Heinrich VII und das glorifizierende Geschichtsbild der Tudor-Herrschaft lag vor allem darin begründet, dass Richard III. als körperlich verunstaltetes und psychisch abartiges Monster wahrgenommen wurde, der, um an die Macht zu kommen, nicht einmal davor zurückschreckte, seinen eigenen Bruder und den rechtmäßigen König, den Knaben Eduard V., im Tower ermorden zu lassen. Auch seine weiteren Untaten nach der Erringung der Krone ließen ihn als „Monstrum“ erscheinen, dessen Beseitigung allein dem nationalen Wohl diente.
Diesen Status als eine „der großen Schurkenfiguren der Weltgeschichte“ verdankte Richard III. Ulrich Suerbaum zufolge in erster Linie Shakespeare, der in seinem entsprechenden Königsdrama die Titelfigur zum „Modellfall des politischen Verbrechers“ machte, einem abstoßenden, alle Tugenden pervertierenden Wesen, dass eine gleichsam dämonische Anziehungskraft besaß. Als teuflischer „Erzbösewicht“ war Richard III. allerdings keine eigene Erfindung Shakespeares, sondern wurde von diesem von den Hof-Geschichtsschreibern der Tudors übernommen und weiter stilisiert.
Die verklärende Historiographie der frühen und mittleren Tudorzeit gründete sich dabei in die zeitgenössische Konzeption einer historischen Gesamtdeutung, die in der Auseinandersetzung zwischen Richard und Heinrich einen Kampf zwischen Gut und Böse als einem fortdauernden „Kreislauf von Schuld und Sühne“ oder „Sündenfall und Erlösung“ sah und dies in ein Grundmuster der Geschichte der Menschheit einzubetten versuchte. Für diese besondere Form der Geschichtskonstruktion prägte erstmals E. M. W. Tillyard den bis heute geläufigen Begriff des „Tudor myth.“
Nach dieser Sichtweise zerbricht unter Richard II. das zuvor „intakte Staatsgefüge“; dies ermöglicht die Machtergreifung des Hauses Lancaster, indem der rechtmäßige, gottgesalbte König abgesetzt wird. Dadurch ausgelöst wird ein lang andauerndes „Strafgericht“ von Chaos und Anarchie nicht nur für die nachfolgenden Herrscher, sondern ebenso für die gesamte englische Nation. Diese „Heimsuchung“ findet ihren Höhepunkt in der „Herrschaft des Bösen schlechthin“ unter König Richard III. Nach dem göttlichen Heilsplan endet dieses Strafgericht mit der bis in die Gegenwart andauernden Wiederherstellung der staatlichen und gesellschaftlichen Ordnung durch das Haus Tudor, der Vereinigung der feindlichen Rosen und Befriedung der Nation sowie der Beendigung des Bürgerkriegs bzw. der Rosenkriege.
Demgemäß wird das Handeln der Tudors als historischer, letztlich gottgewollter Auftrag glorifiziert und damit legitimiert. Wenngleich die Tudors an diesem Geschichtsbild mit aller Kraft mitwirkten, wurde es jedoch nicht von ihnen selber etwa durch Vernichtung oder Fälschung historischer Dokumente geschaffen, sondern entstand vielmehr durch „gezielte Förderung von englischen und ausländischen Historikern, die den Tudors wohlgesonnen waren.“
Inwieweit der im Kern von Tillyard beschriebene „Tudor myth“ allerdings mehrheitlich von der Bevölkerung in der elisabethanischen Zeit in dieser Form akzeptiert wurde, lässt sich nicht mehr mit Sicherheit feststellen. Zudem enthalten die Vorlagen, die Shakespeare vermutlich genutzt hat, mit großer Wahrscheinlichkeit nicht den Mythos in der von Tillyard dargestellten Form, die auf einer Analyse der Historien Shakespeares beruht.
Ebenso wenig erfasst der Tudor-Mythos die vielschichtigen, teilweise bis heute nicht vollständig aufgeklärten Ursachen der dynastischen Konflikte zwischen den Häusern Lancaster und York, die in den Rosenkriegen blutig gipfelten. Wesentliche historische Fakten werden entweder nicht thematisiert oder im Sinne der Symmetrie des Mythos und seines inhärenten moralischen Strukturschemas umgedeutet.
Eine spätere objektivierende Korrektur dieser ideologisch verklärten Geschichtsdarstellung, einschließlich der historisch nicht gerechtfertigten Abstempelung Richard III. als Erzbösewicht, hat sich allerdings als schwierig, wenn nicht gar unmöglich erwiesen. Zahlreiche jüngere Historiker haben dabei zu Recht versucht herauszustellen, dass Richard III. trotz seiner harten und blutigen Regentschaft durchaus ein „fähiger Administrator“ war, der bei seinen Untertanen nicht nur geachtet, sondern auch beliebt war. So wurde in jüngeren Zeit vor allem von den sogenannten „Ricardianern“  eine Gesellschaft zur „Ehrenrettung“ und Rehabilitierung Richards gegründet. Die Versuche, gegen das vor allem von Shakespeare eindrucksvoll gestaltete, düstere Bild Richards anzukommen und es in ausgewogener Form zu korrigieren, sind bislang jedoch nicht sonderlich erfolgreich gewesen.

## Sekundärliteratur (Auswahl)
- Sonja Fielitz: William Shakespeare. Eine Einführung in Werk und Wirkung. Wissenschaftliche Buchgesellschaft, Darmstadt 2013, ISBN 978-3-534-24646-5, S. 82.
- Ina Schabert (Hrsg.): Shakespeare-Handbuch. Die Zeit, der Mensch, das Werk, die Nachwelt. Kröner, Stuttgart 1972, ISBN 3-520-38601-1 (5., durchgesehene und ergänzte Auflage ebenda 2009, ISBN 978-3-520-38605-2), S. 2–8.
- Ulrich Suerbaum: Das elisabethanische Zeitalter. Reclam, Ditzingen 1989, ISBN 3-15-008622-1, hier S. 41–43, 53, 126, 519.
- E. M. W. Tillyard: Shakespeare’s History Plays. Erstausgabe Chattoo und Windus 1944, Penguin Books, Harmondsworth , hier Kapitel II.5 : The Tudor Myth, S. 29–32.
- F. Smith Fussner: Tudor History and the Historians. Basic Books, New York und London 1970, S. 228–231.
- Irving Ribner: The English History Play in the Age of Shakespeare. Rev. Auflage  Methuen & Co., London 1965 (Erstausgabe Princeton University Press 1957), S. 9–11.